# Cikote (Pakrac)
Pour les articles homonymes, voir Cikote.
Cikote est une localité de Croatie située dans la municipalité de Pakrac, comitat de Požega-Slavonie. Au recensement de 2001, elle comptait 8 habitants.